# Jacques Waardenburg
 (juin 2013).
Jacques Waardenburg (né le 15 mars 1930 à Haarlem, Pays-Bas et mort le 8 avril 2015 à Utrecht) est un spécialiste néerlandais de l'islam et de l'histoire des religions.

## Biographie
De 1949 à 1954, Jacques Waardenburg suivit des études de théologie, de phénoménologie et d'histoire des religions à l'université d'Amsterdam, ainsi que l'arabe et l'histoire de l'Islam à Amsterdam, Leyde et Paris. Il s'est spécialisé dans les relations entre chrétiens et musulmans.